# کوه هیروگاتاکه
۳۵°۲۹′۱۲″ شمالی ۱۳۹°۸′۲۰″ شرقی / ۳۵٫۴۸۶۶۷°شمالی ۱۳۹٫۱۳۸۸۹°شرقی
هیروگاتاکه ( Hirugatake، 蛭ヶ岳) در استان کاناگاوا (神奈川県) قرار دارد. ارتفاع این کوه ۱۶۷۲ متر است. هیروگاتاکه جزء سلسله کوه‌های تانزاوا (丹沢主脈) و مرتفع‌ترین کوه آن محسوب می‌شود.

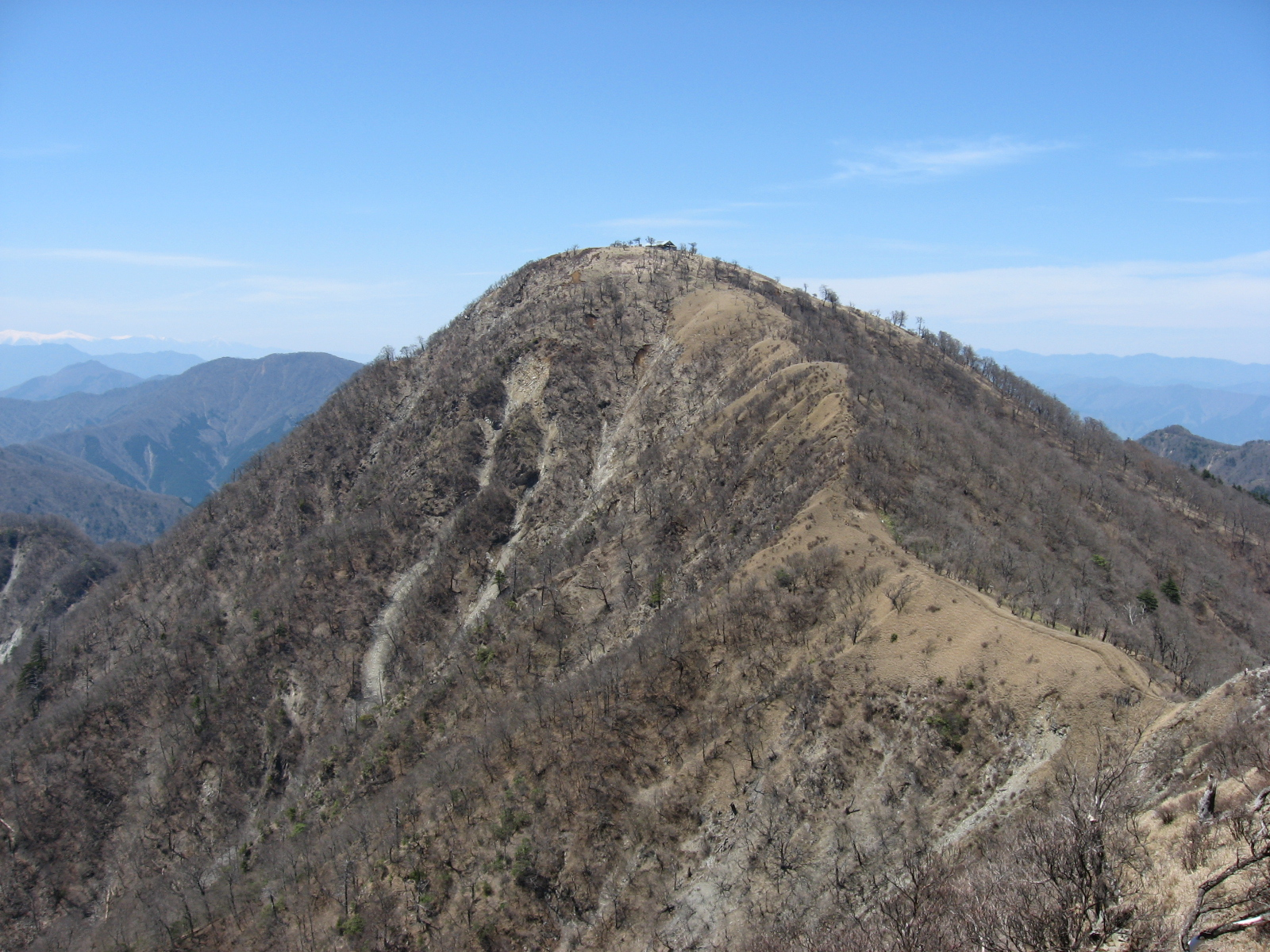
کوه هیروگاتاکه.

## نگارخانه

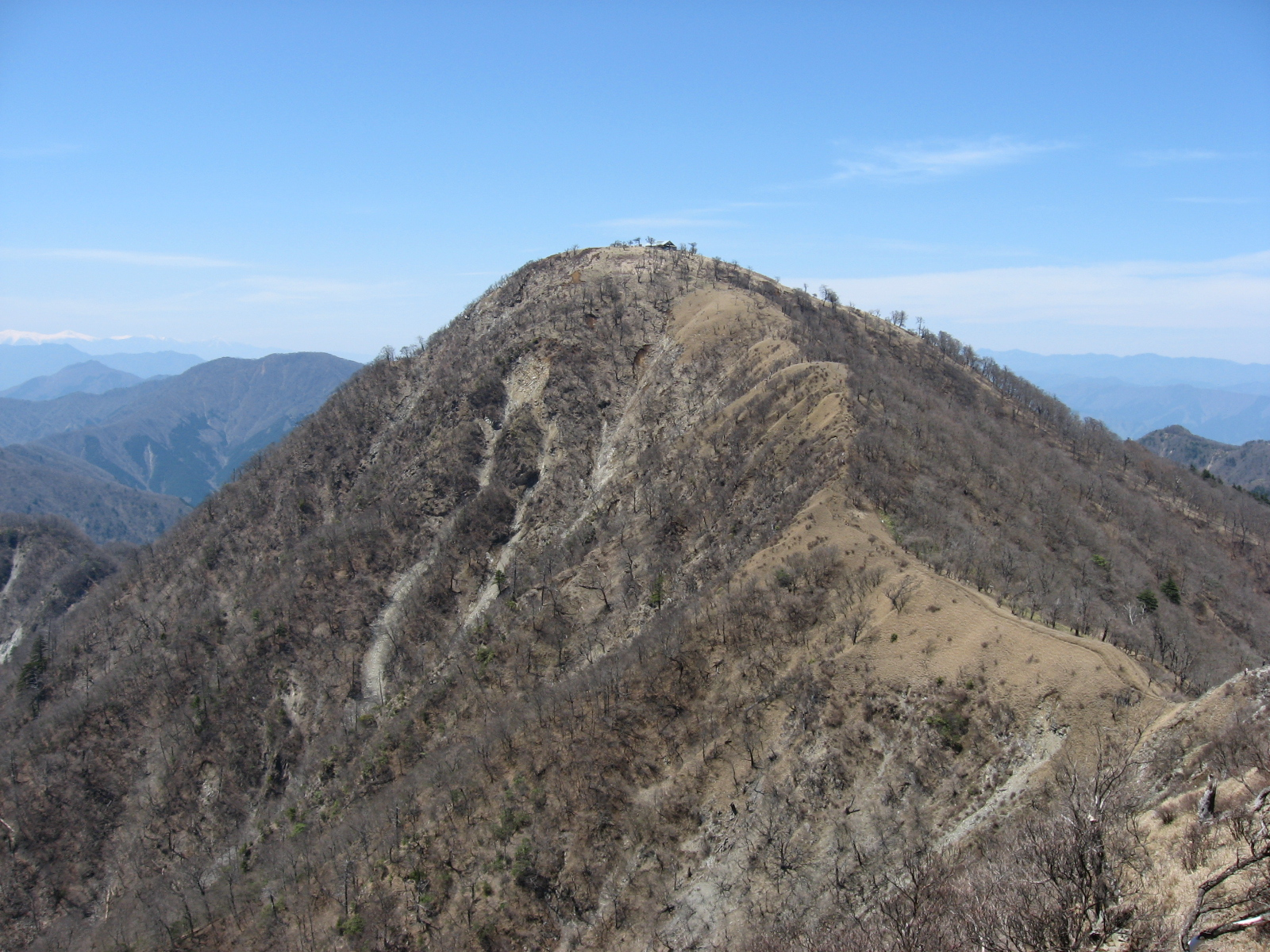
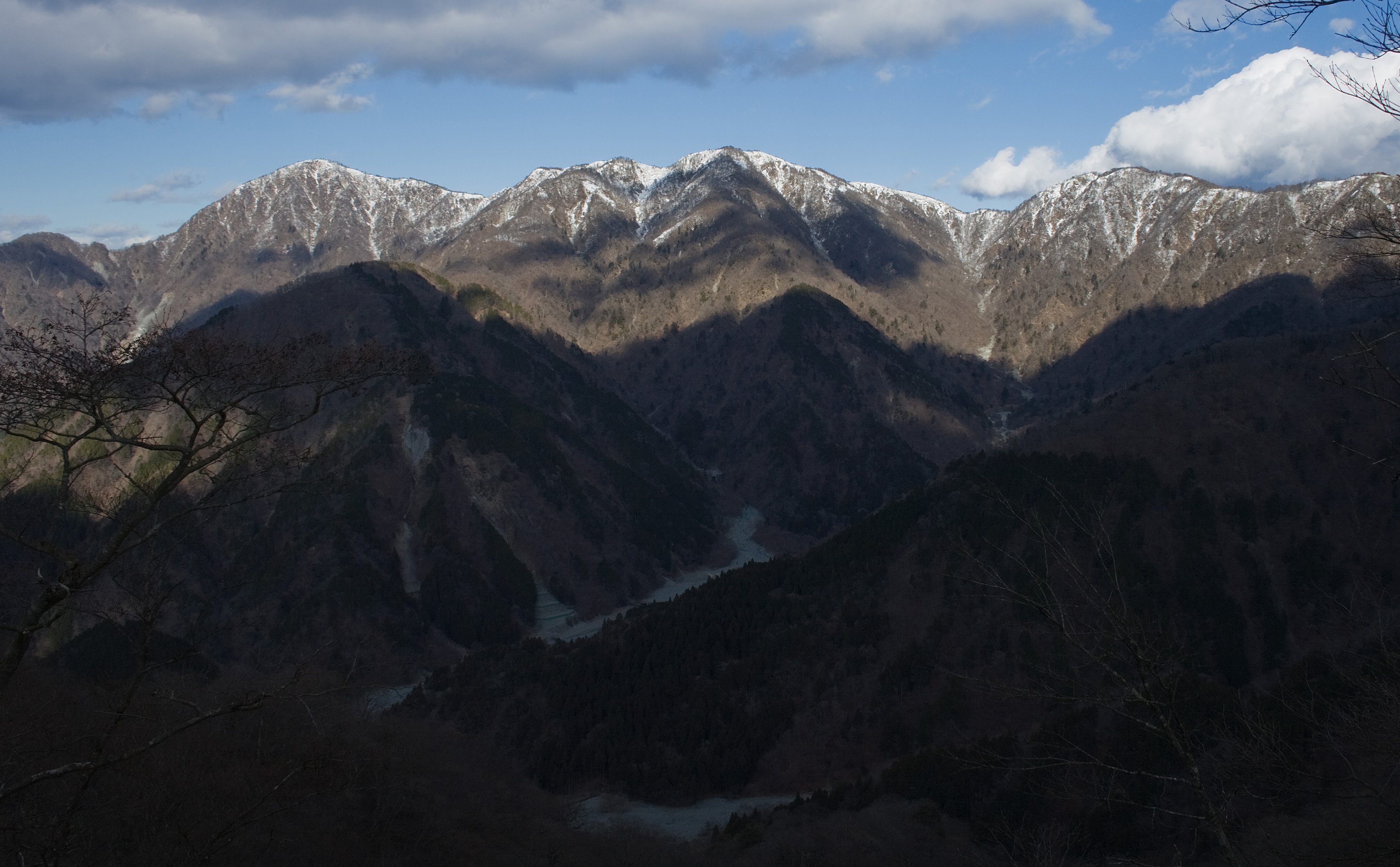